# Strychnos trinervis
Strychnos trinervis là một loài thực vật có hoa trong họ Mã tiền. Loài này được (Vell.) Mart. miêu tả khoa học đầu tiên năm 1843.